# П.С. Бабе
П.С. Бабе је први компилацијски албум српске музичке групе Бабе. Објављен је почетком 1998. године под окриљем издавачке куће ИТММ на аудио касети и компакт диск формату. На компилацији се налази осамнаест песама поп-рок жанра, које су се нашле на деби албуму Слике из живота једног идиота, укључујући и нове песме — Хоћу да будем председник Србије, Задња ноћ и Млади луди свет.

## Песме
| Бр. | Назив песме                         | Трајање |
| --- | ----------------------------------- | ------- |
| 1.  | Хоћу да будем П.С                   | 03:13   |
| 2.  | Слике из живота                     | 04:06   |
| 3.  | Руска серија                        | 04:03   |
| 4.  | Мирко и Марина                      | 04:10   |
| 4.  | Пиксла од кристала                  | 05:18   |
| 6.  | Лили                                | 04:45   |
| 7.  | Да те видим голу                    | 05:11   |
| 8.  | Ноћ без сна                         | 06:26   |
| 9.  | Волим андерграунд                   | 02:22   |
| 10. | Чешемо се                           | 03:52   |
| 11. | Адио стрес                          | 03:54   |
| 12. | Сланина                             | 03:31   |
| 13. | Лоша навика                         | 04:14   |
| 14. | Дизел                               | 03:28   |
| 15. | Новогодишња песма                   | 03:40   |
| 16. | Рећи ћемо хвала када буде карневала | 03:03   |
| 17. | Задња ноћ                           | 03:53   |
| 18. | Млади луди свет                     | 03:42   |